# МАЗ-6303
МАЗ-6303 — бортовий самопер з колісною формулою 6х4, що випускається Мінським автозаводом з 90-х рр.
МАЗ-6303 послужив базовою моделлю в гамі 3-вісних машин. На його основі випускають варіант МАЗ-630168 (6х2) і повнопривідну 11-тонну вантажівку МАЗ-6317 (6х6), а також самоскид МАЗ-5516 (6х4).
Самопер відповідає вимогам TIR для транспортування різних вантажів в системі транзитних міжнародних перевезень у складі автопоїзда.